# Erythranthe karakormiana
Erythranthe karakormiana är en gyckelblomsväxtart som först beskrevs av Takasi Takashi Yamazaki, och fick sitt nu gällande namn av Guy L. Nesom. Erythranthe karakormiana ingår i släktet Erythranthe och familjen gyckelblomsväxter. Inga underarter finns listade i Catalogue of Life.